# Julie Anne Robinson
Julie Anne Robinson (8 agosto 1945) è una regista britannica.
Ha ottenuto delle candidature ai BAFTA e ai Golden Globe per il lavoro svolto nella miniserie Blackpool, prodotta dalla BBC.

## Filmografia parziale
- Doctors – soap opera, 3 puntate (2000-2001)
- Holby City – serie TV, 7 episodi (2001-2005)
- No Angels – serie TV, 2 episodi (2004)
- Blackpool – serie TV, 3 episodi (2004)
- Grey's Anatomy – serie TV, (2006-2009)
- Private Practice – serie TV, episodio 1x05 (2007)
- Weeds – serie TV, 5 episodi (2007-2012)
- Samantha chi? (Samantha Who?) – serie TV, 2 episodi (2008)
- Big Love – serie TV, episodio 3x05 (2009)
- Pushing Daisies – serie TV, episodio 2x11 (2009)
- The Middle – serie TV, 2 episodi (2009-2014)
- The Last Song (2010)
- Pan Am – serie TV, episodio 1x07 (2011)
- 2 Broke Girls – serie TV, episodio 1x13 (2012)
- One for the Money (2012)
- Suburgatory – serie TV, 4 episodi (2012-2014)
- Ricomincio... dai miei (How to Live with Your Parents for the Rest of Your Life) – serie TV, 2 episodi (2013)
- Scandal – serie TV, episodio 3x06 (2013)
- Parks and Recreation – serie TV, episodio 6x09 (2013)
- Brooklyn Nine-Nine – serie TV, 2 episodi (2013-2014)